# جنبش استقلال کاتالان

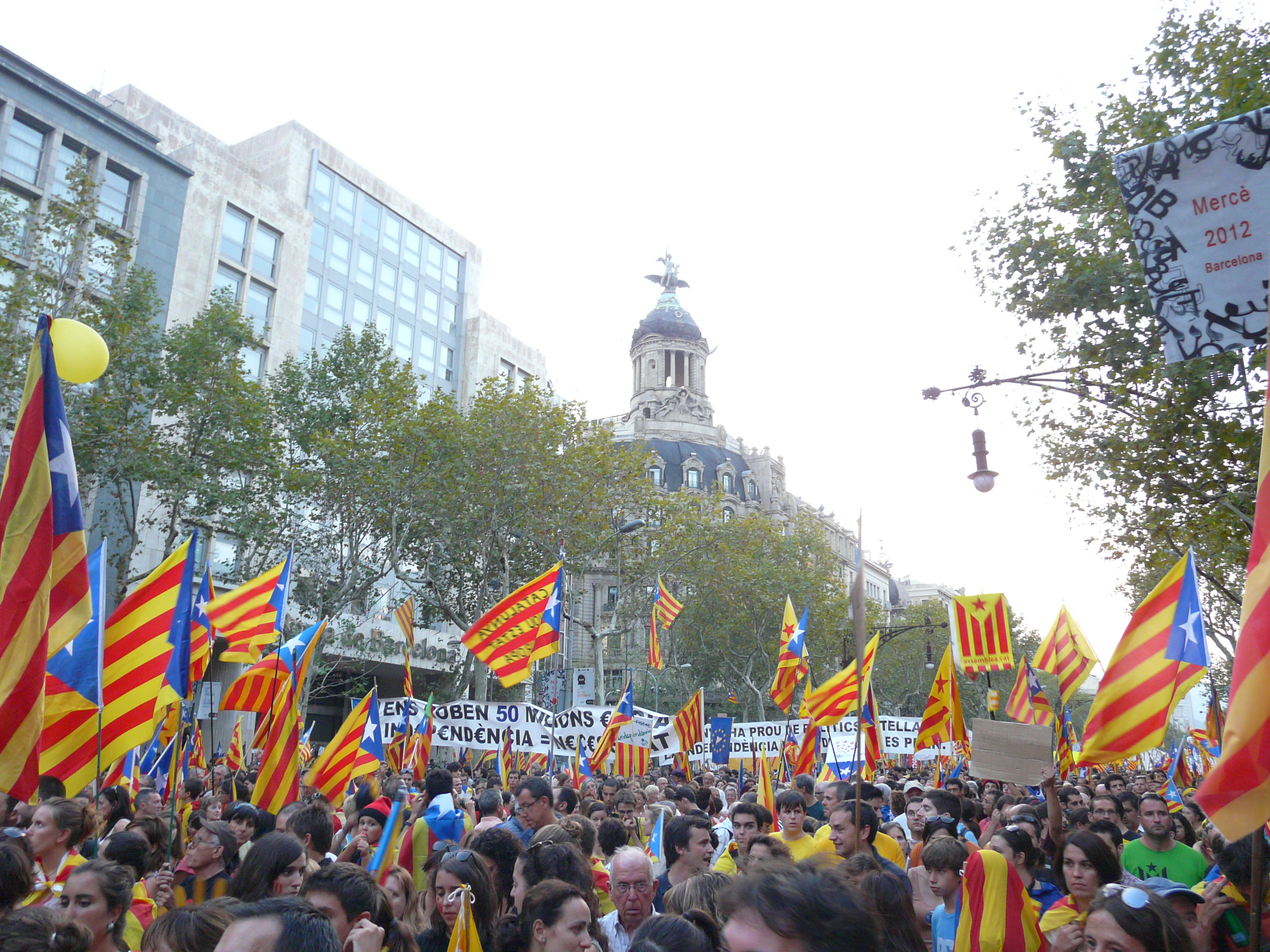
استقلال‌طلبی کاتالان در ۲۰۱۲

جنبش استقلال کاتالان (به کاتالان: Independentisme català) جنبشی سیاسی، متأثر از ملی‌گرایی کاتالان است که هوادار استقلال کاتالونیا یا به اصطلاح، سرزمین‌های کاتالان از اسپانیا و فرانسه است. استقلال‌طلبی کاتالان مبتنی بر این نظریه است که کاتالونیا یک ملت مشتق از تاریخ، زبان و فرهنگ خود است.
آغاز جنبش به اوایل قرن ۲۰ که برخی احزاب سیاسی خواهان استقلال کامل از اسپانیا شدند بر می‌گردد. فضای رژیم فرانکو بر مردم و فرهنگ کاتالان منجر به محبوبیت یافتن این جنبش شد. اخیراً افزایشی در شمار حامیان آن پدید آمده و همه‌پرسی‌های غیررسمی در شهرداری‌های کاتالونیا برای آن برگزار شده است.
در ۱۲ سپتامبر ۲۰۱۲–۲۲ شهریور ۱۳۹۱ بیش از نیم میلیون نفر در خیابان‌های بارسلونا، در تظاهراتی خواستار استقلال کامل کاتالونیا شدند.
پرچم استلادا در نسخه‌های سرخ و آبی‌اش نماد اصلی آن است.

## مطالعات در خصوص حمایت اجتماعی

### نظرسنجیها
یک نظرسنجی از Centre d'Estudis d'Opinió CEO وابسته به دولت کاتالونیا در خصوص حمایت از استقلال:

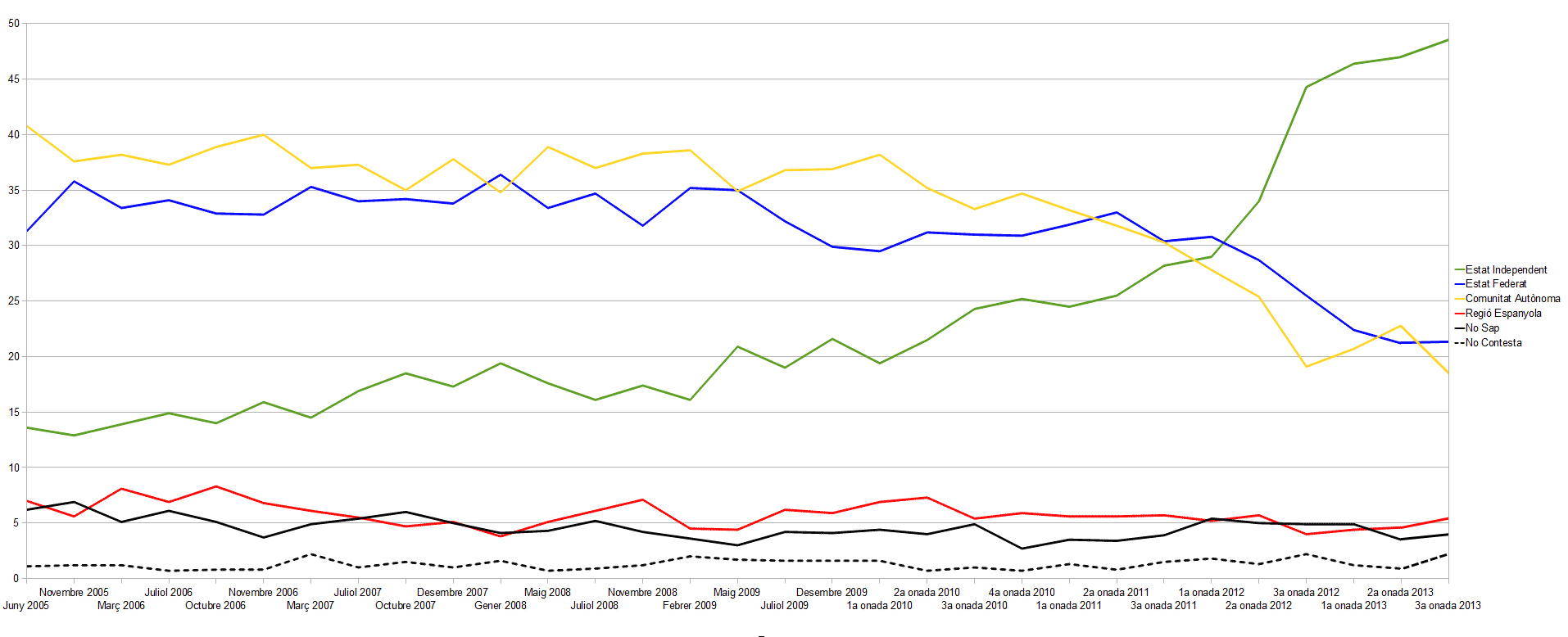
"کاتالونیا چه رابطه سیاسی باید با اسپانیا داشته باشد؟" (June 200۵ مارس ۲۰۱۲).
کنفدرال
استقلال
همان‌طور که هست نگه‌اش دارید
منطقه اسپانیا
نمی‌دانم
بی پاسخ

| Date            | موافق (%) | مخالف (%) | عدم رای دهی (%) | دیگر (%) | نمی‌دانم (%) | پاسخ نمی‌دهم (%) |
| --------------- | --------- | --------- | --------------- | -------- | ----------- | --------------- |
| 2011 2nd series | ۴۲٫۹      | ۲۸٫۲      | ۲۳٫۳            | ۰٫۵      | ۴٫۴         | ۰٫۸             |
| 2011 3rd series | ۴۵٫۴      | ۲۴٫۷      | ۲۳٫۸            | ۰٫۶      | ۴٫۶         | ۱٫۰             |
| 2012 1st series | ۴۴٫۶      | ۲۴٫۷      | ۲۴٫۲            | ۱٫۰      | ۴٫۶         | ۰٫۹             |
| 2012 2nd series | ۵۱٫۱      | ۲۱٫۱      | ۲۱٫۱            | ۱٫۰      | ۴٫۷         | ۱٫۱             |
| 2012 3rd series | ۵۷٫۰      | ۲۰٫۵      | ۱۴٫۳            | ۰٫۶      | ۶٫۲         | ۱٫۵             |
| 2013 1st series | ۵۴٫۷      | ۲۰٫۷      | ۱۷٫۰            | ۱٫۱      | ۵٫۴         | ۱٫۰             |

## چهرهای اجتماعی حامی استقلال کاتالان

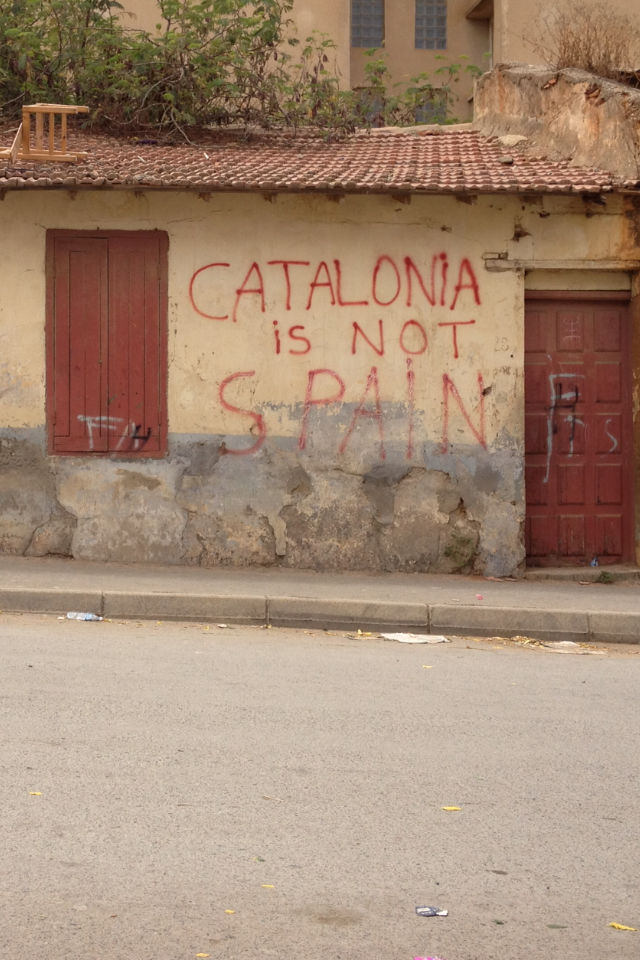
کاتالونیا اسپانیا نیست الصاق شده بر دیواری در کاتالونیا

- خوآن لاپورتا، رئیس باشگاه فوتبال بارسلونا
- جوزف گواردیولا آی سالا معروف به پپ گواردیولا مربی سابق بارسلونا[۸]
- تیری آنری بازیکن سابق بارسلونا[۹]
- خوزه کارراس، خواننده
- جرارد پیکه بازیکن بارسلونا